# Семантическое ядро
Семантическое ядро сайта (СЯ) — упорядоченный набор слов, их морфологических форм и словосочетаний, которые в целом характеризуют вид деятельности, товары или услуги, предлагаемые сайтом. Семантическое ядро имеет центральное ключевое слово, как правило высокочастотное, и все остальные ключевые слова в нём ранжируются по мере убывания частоты совместного использования с центральным запросом в общей коллекции документов. Таким образом, семантическое ядро можно представить в виде семантического графа, где длины его ребёр обратно пропорциональны частоте совместного упоминания.
Ключевые слова (поисковые запросы) семантического ядра подбираются путём анализа услуг или товаров компании, анализа статистики запросов, статистики сайта, содержимого конкурирующих сайтов и сезонности употребления поисковых запросов. Состав семантического ядра должен максимально соответствовать представлениям целевых посетителей сайта о той информации которая на нём, по их мнению, должна присутствовать.
Семантическое ядро сайта составляют те ключевые слова, которые обнаружила поисковая машина при сканировании сайта, однако, может серьёзно отличаться от эталонного, на базе семантического графа, характеризующего данную тематику. Это обусловлено особенностями бизнес-модели ресурса.
Семантическое ядро является значимой составляющей сайта, влияющей на его ранжирование в поисковой выдаче.

## Цели создания семантического ядра сайта
- Семантическое ядро образует тематику сайта, которая оценивается поисковыми системами.
- Правильно сформированное семантическое ядро является основой для оптимальной структуры сайта.
- Семантическое ядро, которое правильно отображает бизнес-модель, помогает поисковым системам более правильно ранжировать сайт в поисковой выдаче и, тем самым, более правильно удовлетворять потребности пользователей.

## Разработка семантического ядра
Перед созданием семантического ядра тщательно изучается бизнес-модель предприятия. Существуют сервисы, создающие семантическое ядро автоматически, выделяя из предоставленного массива данных наиболее ценные ключевые фразы. Семантические ядра можно разделить на 3 вида : коммерческое, некоммерческое и объединённое, в которое входят коммерческие и некоммерческие поисковые запросы. Разделение ядра на коммерческое и некоммерческое используется, в том числе, в технологиях изготовления сайтов-сателлитов.
Для создания эффективного семантического ядра, крайне важно, придерживаться четкого плана (чек-листа). Такой план позволит систематизировать процесс, минимизировать ошибки и ускорить процесс.
План должен включать в себя все необходимые этапы работ: 
- Согласование задания.
- Поиск начальных маркеров (базисов) и близких конкурентов.
- Парсинг ключевых слов, поисковой выдачи, параметров.
- Чистка ключевых слов от мусора.
- Группировка и ручная проверка всех запросов кластера на наличие общего интента (потребности пользователя).
- Формирование отчетов.

Для заимствования основных ключевых слов используются в том числе следующие методы:
- Сервисы «Google Analytics», «Яндекс. Вордстат» и подобные им, предоставляющие информацию о частотности употребления ключевых слов в поисковых запросах;
- анализ статистики использования основных ключевых слов, по которым осуществляется переход из результатов поиска на сайт, для которого составляется семантическое ядро (информация доступна в «Google Analytics», «Яндекс.Метрика» и им подобных);
- мониторинг видимости конкурирующих сайтов в результатах поиска по предположительно интересным запросам.

При подборе ключевых слов также учитывается их региональная принадлежность, сезонность.

## Кластеризация семантического ядра
Кластеризация — это ручная группировка поисковых запросов на основе поисковой выдачи. Если поисковая система находит одни и те же документы по поисковым запросам и количество таких совпадений соответствует степени группировки — такие запросы объединяются в группы. Под каждую группу создается целевая страница для упоминания всех поисковых запросов из группы на одной странице.
Степень группировки — это количество одинаковых документов на странице результатов поиска, по которым будет осуществляться группировка.

### Виды кластеризации
На сегодняшний день существует как минимум 3 алгоритма кластеризации на основе результатов поиска поисковых систем — Soft, Hard и Moderate. Алгоритмы Soft и Hard введены и описаны Алексеем Чекушиным. Метод Moderate введен и описан командой сервиса «Топвизор».
- Soft — на основе статистики запросов выбирается самый популярный поисковой запрос и все остальные запросы сравниваются с ним по количеству общих документов на странице результатов поиска в поисковой системе. Если количество совпадений соответствует необходимой степени группировки, запросы объединяются в группу. В полученной группе все запросы будут связаны с популярным запросом, но могут быть не связаны между собой.
- Moderate — на основе статистики запросов выбирается самый популярный поисковой запрос и все остальные запросы сравниваются с ним по количеству общих документов на странице результатов поиска в поисковой системе, дополнительно сравнивая все поисковые запросы между собой. Если количество совпадений соответствует установленной степени группировки, запросы объединяются в группу. В полученной группе все запросы будут попарно связаны друг с другом, но в разных парах URL сравниваемых запросов могут быть разными.
- Hards — на основе статистики запросов выбирается самый популярный поисковой запрос и все остальные запросы сравниваются с ним по количеству общих документов на странице результатов поиска в поисковой системе, дополнительно сравниваются все запросы между собой и все URL в полученных парах. Если количество совпадений соответствует установленной степени группировки, запросы объединяются в группу. В полученной группе все запросы будут связаны друг с другом общими URL. Простыми словами: «каждый член коллектива дружит с каждым». Чтобы запросы попали в одну группу, требуется наличие у всех них единого набора тех же самых общих URL-ов. Такое условие практически полностью исключает возможную несовместимость запросов в группе. Данный метод хорош на бумаге, но на практике зачастую избыточно строг, и разбивает явно похожие запросы на разные группы. Поэтому этот метод рекомендуется использовать только в тех случаях, когда требуется абсолютная совместимость запросов, например, при Текстовом Анализе или продвижении сайтов услуг по ВЧ-запросам.[7]

Распределение семантического ядра является внешней оптимизацией сайта, т.к. на сам сайт никакие изменения не вносятся.

### Типы семантических маркеров
- Информационные — помогают в поиске справочных сведений о чем-либо («как сделать», «как выбрать») и уместны в разделах «блог» и «статьи»;
- Транзакционные — применяются в коммерческих проектах, когда пользователи хотят совершить действие («купить», «скачать»), используются в каталогах, карточках товаров;
- Навигационные — брендированные запросы, поиск компании, конкретного ресурса («официальный сайт компании»), такие ключи характерны для страниц, где указаны контакты или сведения об организации.[8]

## Использование семантического ядра
Семантическое ядро используется создателями сайтов для успешного продвижения сайтов в поисковых системах. Часто семантическое ядро составляют перед любым продвижением сайта, в то время как его составление необходимо задолго до создания сайта. Процесс формирования семантического ядра до появления сайта называется семантическим проектированием.
Формирование перечня ключевых слов играет основополагающую роль для составления семантического ядра. Последовательность формирования семантического ядра выглядит таким образом : учитывая тематику сайта и его цель, необходимо составить список ключевых слов наиболее полно описывающих содержание сайта; собранные ключевые слова необходимо кластеризировать по разделам сайта; в дальнейшем собранная семантика используется для постраничной оптимизации страниц сайта под собранные ключевые слова.